# Prečín
Prečín je naseljeno mjesto u okrugu Považská Bystrica u Trenčínskom kraju u Slovačkoj.

## Stanovništvo
| Godina:     | 1993. | 2003.   | 2013.   | 2023.   |
| ----------- | ----- | ------- | ------- | ------- |
| Broj ljudi: | 1412  | 1395    | 1429    | 1555    |
| Razlika:    |       | -1,20 % | +2,43 % | +8,81 % |

| Godina:     | 2022. | 2023.   |
| ----------- | ----- | ------- |
| Broj ljudi: | 1551  | 1555    |
| Razlika:    |       | +0,25 % |

Prema podatcima o broju stanovnika iz 2023. godine naselje je imalo 1555 stanovnika.

## Vanjske poveznice
|  | Zajednički poslužitelj ima još gradiva o temi Prečín |

- Službena stranica naselja (sl.)